# Murcia Open 2022
Il Murcia Open 2022 è stato un torneo maschile di tennis professionistico. È stata la 3ª edizione del torneo, facente parte della categoria Challenger 80 nell'ambito dell'ATP Challenger Tour 2022. Si è svolto dal 4 al 10 aprile 2022 sui campi in terra rossa di Murcia, in Spagna.

## Partecipanti

### Teste di serie
| Nazionalità   | Giocatore              | Ranking* | Testa di serie |
| ------------- | ---------------------- | -------- | -------------- |
| Slovacchia    | Norbert Gombos         | 112      | 1              |
| Argentina     | Juan Manuel Cerúndolo  | 122      | 2              |
| Austria       | Dennis Novak           | 140      | 3              |
| Taipei cinese | Tseng Chun-hsin        | 148      | 4              |
| Spagna        | Mario Vilella Martínez | 172      | 5              |
| Germania      | Maximilian Marterer    | 192      | 6              |
| Argentina     | Marco Trungelliti      | 194      | 7              |
| Italia        | Andrea Pellegrino      | 196      | 8              |

* Ranking al 21 marzo 2022.

### Altri partecipanti
I seguenti giocatori hanno ricevuto una wild card per il tabellone principale:
- Ivan Gakhov
- Carlos Gimeno Valero
- Carlos Sánchez Jover

I seguenti giocatori sono passati dalle qualificazioni:
- Michael Geerts
- Ulises Blanch
- Miguel Damas
- Rudolf Molleker
- Oleksii Krutykh
- Daniel Merida Aguilar

Il seguente giocatore è entrato in tabellone come lucky loser:
- Christopher Heyman

## Campioni

### Singolare
Tseng Chun-hsin ha sconfitto in finale  Norbert Gombos con il punteggio di 6–4, 6–1.

### Doppio
Íñigo Cervantes /  Oriol Roca Batalla hanno sconfitto in finale  Pedro Cachín /  Martín Cuevas con il punteggio di 6(4)–7, 7–6(4), [10–7].